# Cixidia brittoni
Cixidia brittoni är en insektsart som först beskrevs av Metcalf 1923.  Cixidia brittoni ingår i släktet Cixidia och familjen vedstritar. Inga underarter finns listade i Catalogue of Life.